# Dorothea Wendling
Pour les articles homonymes, voir Wendling (homonymie).
Dorothea Wendling, née Spurni le 21 mars 1736 à Stuttgart, décédée le 20 août 1811 à Munich, est une cantatrice allemande (soprano).

## Biographie
Dorothea Wendling est née le 21 mars 1736 à Stuttgart.
Elle a épousé le flûtiste Johann Baptist Wendling et est la belle-sœur de la cantatrice Elisabeth Augusta Wendling.
Elle a chanté à la cour de Mannheim où elle devint la prima donna en titre. Elle a chanté dans plusieurs œuvres de Jean-Chrétien Bach avec le ténor Anton Raaff. En 1777, Mozart compose pour elle l'air Basta vincesti - Ah non lasciarmi, K.486a. Elle crée le rôle d'Ifigenia dans l'Iphigénie en Tauride de de Majo le 5 novembre 1764 et celui d'Ilia dans l'Idomeneo de Mozart, à Munich, le 29 janvier 1781.